# Pleurothallis pantherina
Pleurothallis pantherina är en orkidéart som beskrevs av Seehawer. Pleurothallis pantherina ingår i släktet Pleurothallis och familjen orkidéer. Inga underarter finns listade i Catalogue of Life.